# Abdia latipalpus
Abdia latipalpus är en kräftdjursart. Abdia latipalpus ingår i släktet Abdia och familjen Eusiridae. Inga underarter finns listade i Catalogue of Life.